# 萊克普萊森特 (紐約州)
萊克普萊森特（英語：Lake Pleasant）是一個位於美國紐約州漢密爾頓縣的鎮。

## 人口
根據2020年美國人口普查的數據，萊克普萊森特的面積為512.77平方千米，當中陸地面積為486.88平方千米，而水域面積為25.89平方千米。當地共有人口897人，而人口密度為每平方千米2人。